# 제이로이드 새뮤얼
제이로이드 타파리 새뮤얼(영어: Jlloyd Tafari Samuel, 1981년 3월 29일 ~ 2018년 5월 15일)은 트리니다드 토바고의 축구 선수였으며 포지션은 수비수, 미드필더이다. 2018년 5월 15일 교통사고로 숨졌다.